# 敏満寺

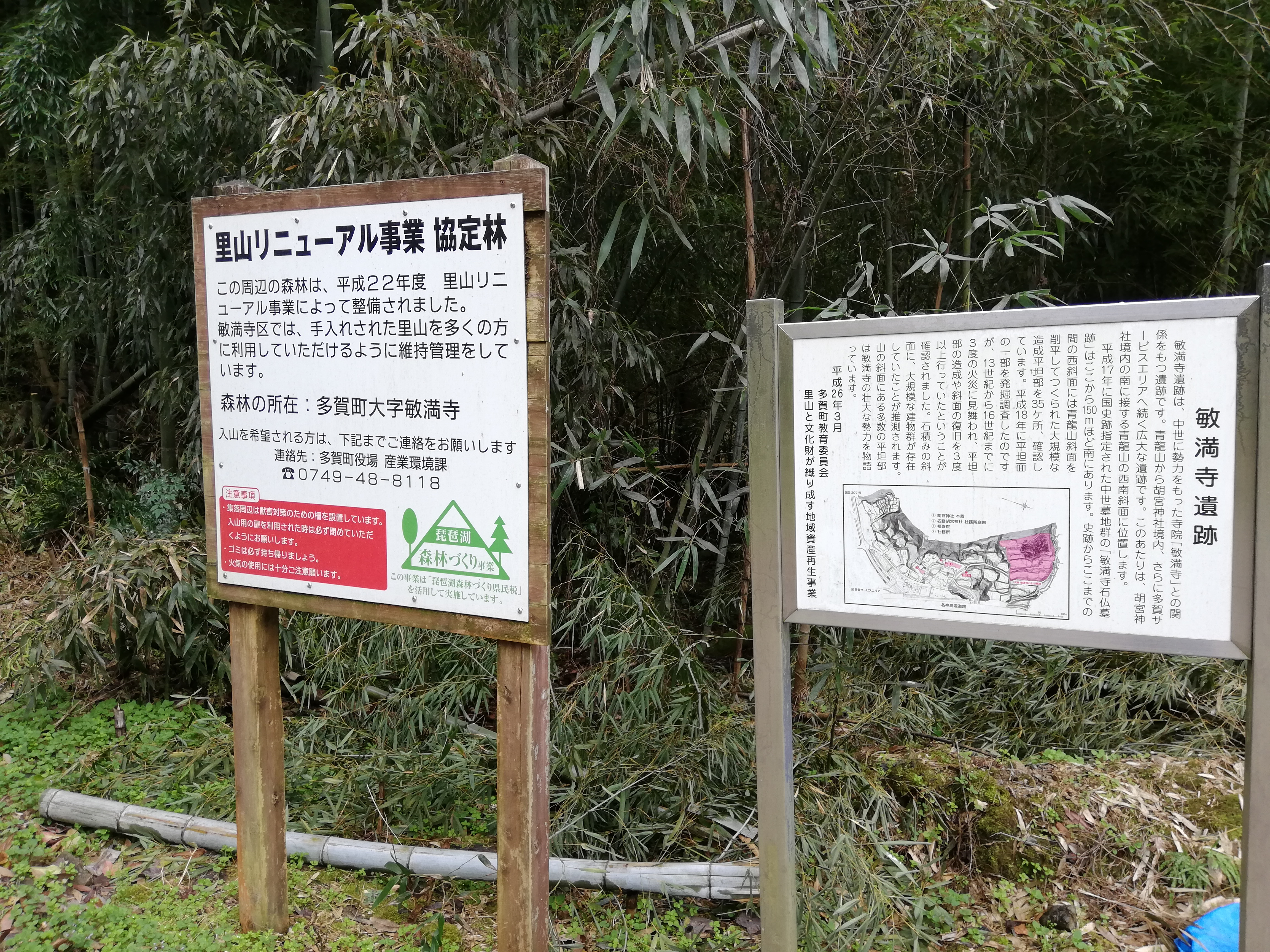
敏満寺遺跡

敏満寺（びんまんじ）は、滋賀県犬上郡多賀町敏満寺にあった天台宗の寺院。山号は清涼山もしくは青龍山。本尊は大日如来。現在主な跡地は胡宮神社となっている。

## 歴史
敏満寺は聖徳太子の開基であるというが、実際は平安時代の貞観年間（859年 - 877年）から元慶年間（877年 - 885年）に伊吹山寺の僧・三修によって創建されたという。他にも慈証上人による創建などの説もあるが、この付近が東大寺領水沼荘であったことから、水沼荘と関係が深い敏満童子による9世紀末から10世紀初頭の開基の可能性もある。天台宗の寺院で、山号は清涼山とも青龍山とも呼ばれる平等院の末寺であった。
その後、一条天皇の時代よりも以前に敏満寺の東側にある青龍山にあった敏達天皇の勅願所で聖徳太子による創建であるとしている社が、敏満寺の境内に移転して胡宮神社が建立され敏満寺の鎮守社となっている。鎌倉時代の頃から敏満寺は隆盛を極め、48伽藍120坊もの堂舎が立ち並び、その勢力は西明寺、金剛輪寺、百済寺の湖東三山と並ぶほどとなったという。文和2年（1353年）には後光厳天皇が足利義詮とともに胡宮神社に参拝している。戦国時代、この近辺は六角氏と京極氏・浅井氏の大名権力の境目にあたり、所領地争いの最前線となっていた。そのため敏満寺は城塞化し、敏満寺城と呼ばれるほどになった。
しかし、敏満寺も胡宮神社も永禄5年（1562年）9月4日に浅井長政による久徳城攻めの際に兵火にあって焼失し、その後復興するも元亀3年（1572年）3月には織田信長にと相次いで焼き討ちされてしまい、寺領も没収されて敏満寺は廃寺となった。
しかし、塔頭の福寿院は焼け残って助かっている。一方で胡宮神社は天正13年（1585年）に豊臣秀吉によって本殿が再建され、敏満寺の本尊であった大日如来坐像を祀る大日堂が建立された。江戸時代になると寛永15年（1638年）に徳川家光によって老朽化した胡宮神社本殿や大日堂、観音堂などが再建されている。この頃に福寿院は多賀大社胡宮大明神と称されていた胡宮神社を管理する別当寺となっている。また福寿院は日光東照宮の配下とされて日光御配下福寿院とも呼ばれるようになった。福寿院は大和国の郡山藩主より扶持六十石を賜り、本尊の不動明王像は郡山藩の守護本尊とされた。
胡宮神社と福寿院は安永年間（1772年 - 1781年）より享和年間（1801年 - 1804年）の頃、僧・声海の時に社運は隆盛を極めた。慶応4年（1868年）に神仏分離令が出されると福寿院は胡宮神社から出て行くこととなり、建物を残して胡宮神社の北西に移転し清涼山不動院と名を改めた。残された建物は胡宮神社の社務所となり、室町時代末期に作庭された福寿院庭園（現・社務所庭園、国指定名勝）も残されている。また、かつての敏満寺の名残りである大日堂と観音堂も残されている。
名神高速道路の真下に敏満寺の仁王門の跡があり、礎石が残る。敏満寺城跡は名神高速道路多賀サービスエリア（上り）にあり、土塁が残されている。

## 所在地
- 滋賀県犬上郡多賀町敏満寺49

## アクセス
- 近江鉄道多賀線 多賀大社前駅より徒歩約15分。

## 周辺情報
- 胡宮神社
- 多賀大社